# Nephodia flavivertex
Nephodia flavivertex är en fjärilsart som beskrevs av Paul Dognin 1911. Nephodia flavivertex ingår i släktet Nephodia och familjen mätare. Inga underarter finns listade i Catalogue of Life.